# Hugo Hamberger
Hugo Hamberger (Monaco di Baviera, 1º aprile 1901 – Rosenheim, 1987) è stato un alpinista e medico tedesco, partecipò come componente della spedizione alpinistica tedesco-americana al Nanga Parbat del 1932 nel tentativo di scalare inutilmente la settima vetta più alta del mondo.

## Biografia
La sua carriera alpinistica lo portò in tutte le zone delle Alpi. Membro della sezione bavarese del DÖAV e della sezione accademica dell'Associazione alpina di Monaco, il dott. Hamberger divenne noto come alpinista durante la prima salita della cresta nord del monte Civetta con K. Piaichinger. Oltre a numerose vette delle Alpi orientali e occidentali, scalò anche vette nei Pirenei e nel Caucaso. Fu medico della spedizione alpinistica tedesco-americana al Nanga Parbat del 1932 e contemporaneamente  con Peter Aschenbrenner  effettuò la prima scalata del Chongra Peak, 6.830 m, e con Herbert Kunig il Rakhiot Peak, 7.070 m.

## Carriera alpinistica
- 1920 prima salita Roßköpfl-northwestkante, 2.072 m, (Monti Rofan);
- 1920) Roßköpfl (Monti Rofan),  margine nord-occidentale;
- 1920, 17 luglio,  Seekarlspitze, muro est;
- 1923 prima salita al Tuxeck-südgrat, IV+, 400 KM, 2.226 m, (Wilder Kaiser);
- 1925 prima salita monte Civetta-parete orientale, IV, 400 HM, 2.892 m, (Civetta, Dolomiti) con Willy Merkl;
- 1932 partecipante alla spedizione al Nanga Parbat, (Himalaya, Pakistan);
- 1932 prima salita al Chongra Peak, 6.848 m, (Himalaya, Pakistan);
- 1935 salita al Zermatter Weisshorn, 4.505 m, (Alpi vallesi);
- 1935 salita al Blaueisspitze-nordgrat, 2.481 m, (Alpi di Berchtesgaden);
- 1935 salita al Hochkalter, 2.607 m, (Alpi di Berchtesgaden)[6][7][8].